# 短歌21世紀
『短歌21世紀』（たんかにじゅういっせいき）は日本の短歌結社および結社誌である。

## 概要
1997年（平成9年）12月の『アララギ』廃刊に伴い、その直属の後継誌として1998年（平成10年）1月に創刊された。『アララギ』の選者であった小暮政次を中心に、同じく選者であった大河原惇行や楠瀬兵五郎、清水正男、斎藤彰詰らが集い、伊藤左千夫、長塚節、島木赤彦、斎藤茂吉、土屋文明たちの写実という作歌態度を忠実に受け継ぐ結社として歩む。大岡信氏は朝日新聞で小暮政次の歌をとりあげ、「アララギは平成九年末で九十年の歴史を閉じ、今は残された人々によって新たな歴史が刻まれている」と書いている。紙面の掲載のほかに、東京・大阪・熊本・浦和・高知・山梨・飯田・甲府など全国各地で歌会を開催する。面会日、勉強会多数。メール歌会およびメールによる初心者添削指導もあり。2020年現在の発行人は大河原惇行。編集人は間瀬敬、松本東亞、小川優子、井出匠。編集総括は伊藤光冨久。選者は大河原惇行、大橋栄一、間瀬敬、杉本明子、藤田信宏、小川優子、松本東亜である。

## 歴史
- 1997年（平成9年）

『アララギ』が創刊から90年を経て廃刊となる。それを代替するものとして4誌が誕生することとなり、約4000人の会員が『短歌21世紀』『新アララギ』『青南』のそれぞれに分かれた。『短歌21世紀』は先人の精神を忠実に守りながら、新しい表現の可能性を模索するというコンセプトで会員を募集した。
- 1998年（平成10年）

小暮政次を代表として、大河原惇行が編集および発行の責任を担い、第一号が創刊された。小暮政次、清水正男、大河原惇行が選者をつとめ、奥山善昭、古賀多三郎、小川謁夫、大のトクヱ、小川優子らが編集に当たった。
- 1999年（平成11年）

楠瀬兵五郎、斎藤彰詰、大橋栄一が選者に加わった。
- 2000年（平成12年）

メーリングリストが作られ、メール歌会が始まった。
- 2001年（平成13年）

2月、小暮政次の逝去により以降は大河原惇行を代表とし、選者には田中要、渡辺喜子らが加わり体制の再構築が図られた。
- 2005年（平成17年）

編集責任者が間瀬敬、玲はる名に変更された。
- 2008年（平成20年）

大橋栄一が事務局長になり、編集責任に松本東亞、選者に小川優子が加わる。
- 2009年（平成21年）

編集責任者は間瀬敬、松本東亞。
- 2010年（平成22年）

6月から発行人を古賀多三郎、編集を大河原惇行、松本東亞、間瀬敬、事務局を大橋栄一の担当とした。選者に間瀬敬が加わる。
- 2012年（平成24年）

選者に藤田信宏を加える。
- 2013年（平成25年）

新編『ポポオ』が付録となる。
- 2014年（平成26年）

選者に杉本明子、編集に伊藤光冨久、井出匠が加わった。
- 2017年（平成29年）

事務局の担当が菅沼洋になる。

## その他
- 『アララギ』は斎藤茂吉の発案により表紙には年変わりでヨーロッパの絵画を使用していたが、『短歌21世紀』も同じスタイルを踏襲し、1年毎に違う絵画作品を採用している。創刊時から2004年までは、イギリス在住のジョナサンクックの描き下ろし作品を使用した。櫻井敏幸のカットも随所に見られる。2005年からは藤井君枝の染色作品、2008年からは岩池和代の絵画を表紙とし、現在に至る。